# Bec-en-croc de Temminck
Chondrohierax uncinatus
Espèce
Statut de conservation UICN

 LC  : Préoccupation mineure
Répartition géographique
Statut CITES
Le Bec-en-croc de Temminck (Chondrohierax uncinatus), anciennement connu en tant que Milan bec-en-croc, est une espèce d'oiseaux appartenant à la famille des Accipitridae. L'Union internationale pour la conservation de la nature considère ce rapace comme de « préoccupation mineure ».

## Description

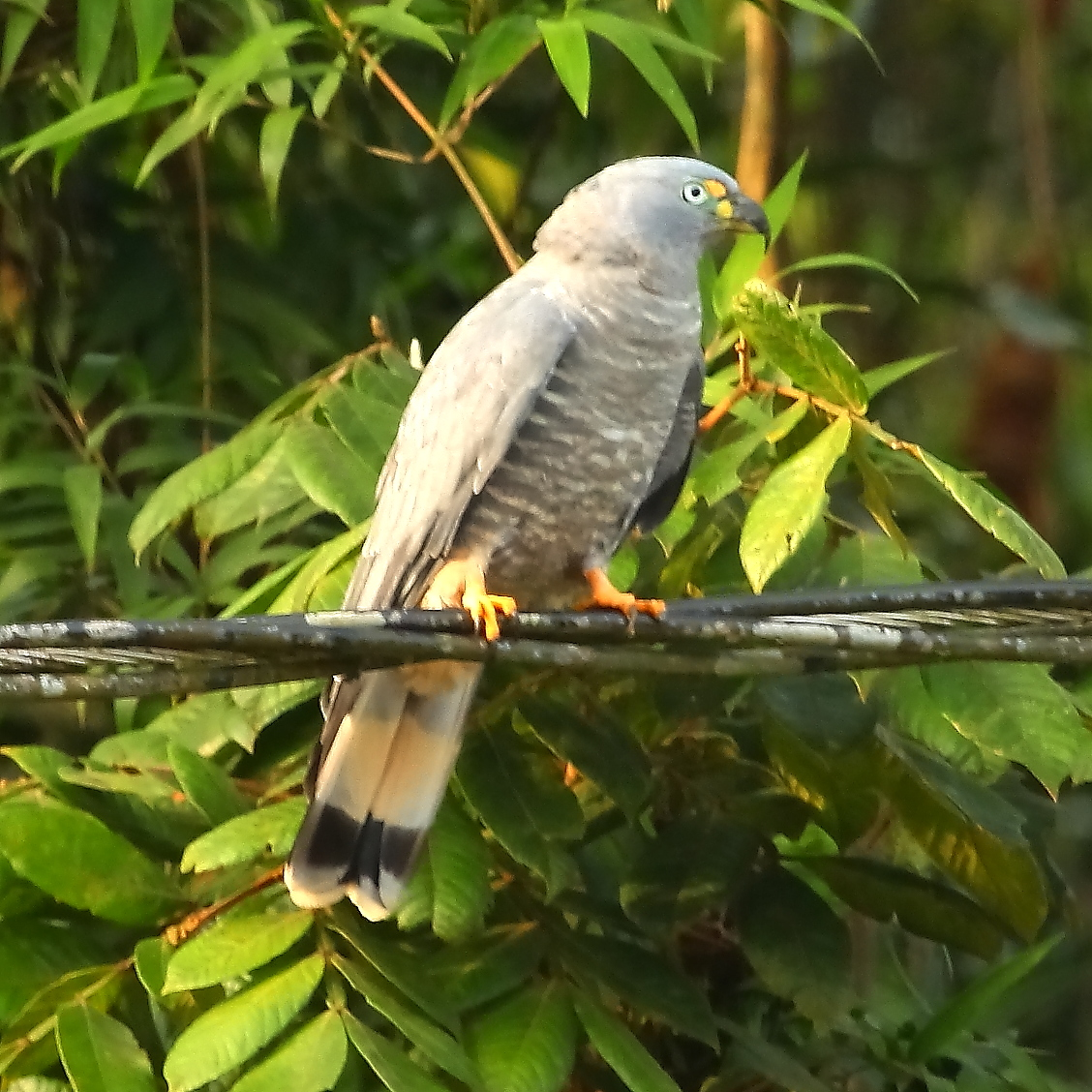
Bec-en-croc mâle au Brésil.

### Mensurations
De taille moyenne, il mesure entre 39 et 51 cm pour une envergure de 78 à 98 cm. Son poids est compris entre 235 et 360 g.

### Aspect général
L'iris est blanchâtre et les pattes sont jaunes. Le plumage des mâles est gris ou noirâtre, celui des femelles est marron rougeâtre.

## Habitat
Il fréquente notamment les zones sèches de forêts et de maquis.

## Alimentation
Il se nourrit entre autres de gastéropodes arboricoles (e.g. Homolanyx, Polymita; Bulimulus wiebesi à Grenade).

## Sous-espèces
D'après la classification de référence (version 14.1, 2024) de l'Union internationale des ornithologues, le Bec-en-croc de Temminck  possède 2 sous-espèces (ordre philogénique) :
- Chondrohierax uncinatus uncinatus (Temminck, 1822) : du sud des États-Unis au nord de l'Argentine ;
- Chondrohierax uncinatus mirus Friedmann, 1934 : Grenade